# Lübecker Ratslinie

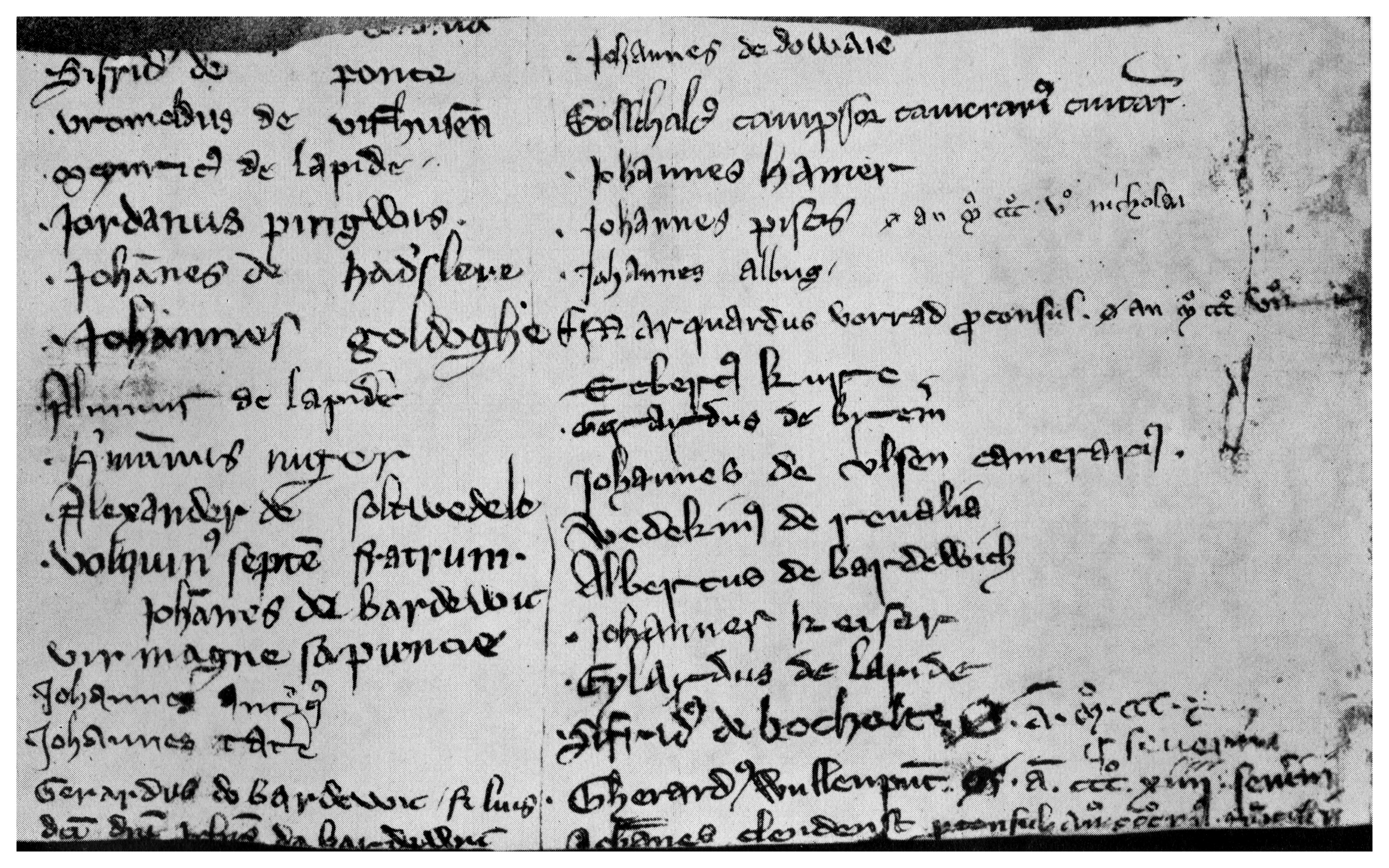
Fragment der ältesten Lübecker Ratslinie um 1350 (Vorderseite)

Die Lübecker Ratslinie, auch Rathslinie, ist eine seit der Frühen Neuzeit von mehreren Bearbeitern fortgeschriebene Liste Lübecker Ratsherren und Lübecker Bürgermeister beginnend mit dem Einsetzen der Ratsverfassung im 12./13. Jahrhundert, welche mit der Zeit zu einem kurzbiographischen Werk erweitert wurde, welches heute auch die Senatoren nach der Senatsverfassung von 1848, über den Verlust der Reichsunmittelbarkeit durch die Gleichschaltung der Länder 1933 und das Groß-Hamburg-Gesetz von 1937 hinaus, in die Zeit der schleswig-holsteinischen Kommune Lübeck nachzeichnet.

## Geschichte
Die bekannteste Fassung ist die 1925 veröffentlichte Lübeckische Ratslinie des damals schon im Ruhestand befindlichen Lübecker Bürgermeisters Emil Ferdinand Fehling, die bis zum Lübecker Senat 1921 reichte, nachdem er zuvor in ausführlicherer Form die Zeit von 1814 bis 1914 nachgearbeitet und 1915 veröffentlicht hatte. Die Listenführung der Ratslinie ist schon für das Jahr 1287 belegt und nur fragmentarisch überliefert. Ab 1318 wurden amtlich sogenannte Ordines angelegt, die die Zugehörigkeiten der Ratsmitglieder zum sitzenden Rat dokumentierten. In Lübeck standen den Ratsmitgliedern wegen der Ehrenamtlichkeit der Ratstätigkeit jeweils Ruhejahre im Sinne eines heutigen Sabbaticals zu, in denen Ratsherren nicht zum sitzenden Rat gehörten. Die bürgerschaftlichen Unruhen zu Anfang des 15. Jahrhunderts führten dazu, dass mit Rückkehr des 1408 vertriebenen Lübecker Rats im Jahre 1416 Ratslinien durchgängig geführt wurden. Mit zunehmender Bedeutung der Personengeschichte im Zuge der (verspäteten) Renaissance in Lübeck widmeten sich unterschiedliche Lübecker Chronisten wie Hans Regkmann, Hans Millies oder Heinrich Rehbein diesem Thema. Auch Lübecker Ratsherren, wie z. B. der rechtsgelehrte Bürgermeister Johann Marquard, legten entsprechende Alben an. Sie werden, soweit überliefert, heute im Archiv der Hansestadt Lübeck bzw. in der Stadtbibliothek verwahrt. Die Lübecker Syndici, obwohl protokollarisch (ohne eigenes Stimmrecht im Rat) zwischen Bürgermeistern und Ratsherren der Stadt angesiedelt, werden in den Ratslinien traditionell nicht vermerkt, es sei denn, sie wurden zu Ratsherren oder Bürgermeistern der Stadt erwählt.

## Lübecker Ratslinien
- Emil Ferdinand Fehling: Zur Lübeckischen Ratslinie 1814–1914, Max Schmidt, Lübeck 1915. Commons Digitalisat
- Emil Ferdinand Fehling: Lübeckische Ratslinie, Verlag Max Schmidt-Römhild, 2. Auflage Lübeck 1925 (Digitalisat). Unveränderter Nachdruck Lübeck 1978. ISBN 3-7950-0500-0
- Karl-Ernst Sinner: Tradition und Fortschritt. Senat und Bürgermeister der Hansestadt Lübeck 1918-2007, Band 46 der Reihe B der Veröffentlichungen zur Geschichte der Hansestadt Lübeck herausgegeben vom Archiv der Hansestadt Lübeck, Lübeck 2008

### Handschriften im Digitalisat
- Rathslinie. Dith is de Linea der Rades Personen, Handschrift, abgefasst zum Jahr 1612 und fortgesetzt bis 1687, Signatur Ms. Lub 2° 330 (Digitalisat der Stadtbibliothek Lübeck)

## Ratslinien anderer Städte des Ostseeraumes
- Robert Arthur von Lemm: Dorpater Ratslinie 1319-1889 und das Dorpater Stadtamt 1878-1918: Ratspersonen, Beamte und Angestellte des Rats und des Stadtamts von Dorpat von 1819-1918 in chronologischer und alphabetischer Ordnung. In: Wissenschaftliche Beiträge zur Geschichte und Landeskunde Ost-Mitteleuropas, Band 48, Marburg/Lahn (Herder-Institut), 1960 (Digitalisat).
- Herman Rover: „Verteckenisse derjenigen Personen, so im Rade to Hamborg gewesen sind, wenn se darin sind gekamen, und wenn se gesturven, uth olden Recessen, Skriften und Breven to samen gebracht“. Hamburg 1534.
- Karl-Otto Schlau: Ratslinie der Stadt Mitau in Kurland: 1573 - 1918 ; Bürgermeister, Gerichtsvögte, Ratsverwandte, Ratsherren, Stadthäupter, Ratmänner, Stadträte, Stadtschreiber und Stadtsekretäre, B. v. Pantzer, 2002.
- Heinrich Laakmann: Die Pernauer Ratslinie. In: Sitzungs-Berichte der Pernauer Alterthumforschenden Gesellschaft, Band 8 (1926), S. 80–142 (Digitalisat).
- Friedrich Georg von Bunge: Die Revaler Rathslinie: nebst Geschichte der Rathsverfassung und einem Anhange über Riga und Dorpat. Verlag von Franz Kluge, Reval, 1874 (Digitalisat).
- Roland Erbe: Das Ende der Revaler Ratslinie nebst Geschichte der Auflösung des Revalschen Rats: Als Fortsetzung zu der bis zum Jahr 1869 von F. G. v. Bunge verfolgten zusammengestellt. 1935.
- Heinrich Julius Böthführ: Die Rigische Rathslinie von 1226 bis 1876: Nebst einem Anhang: Verzeichniss der Ältermänner, Ältesten und Dockmänner der Grossen Gilde in Riga von 1844 bis 1876. J. Deubner, Riga, 1877 (Digitalisat des Internet Archive).
- Otto Blümcke: Der Rat und die Ratslinie von Stettin. In: Baltische Studien, Band 17 NF, 1913 (Digitalisat des Internet Archive).
- Friedrich Crull: Die Rathslinie der Stadt Wismar. Halle: Verlag der Buchhandlung des Waisenhauses 1875 (Hansische Geschichtsquellen 2). Digitalisat des Exemplars der Bayerischen Staatsbibliothek.